# Carl von Mettenheimer

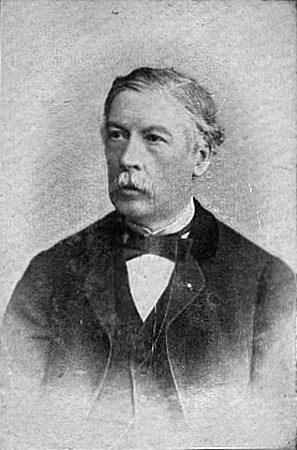
Carl von Mettenheimer

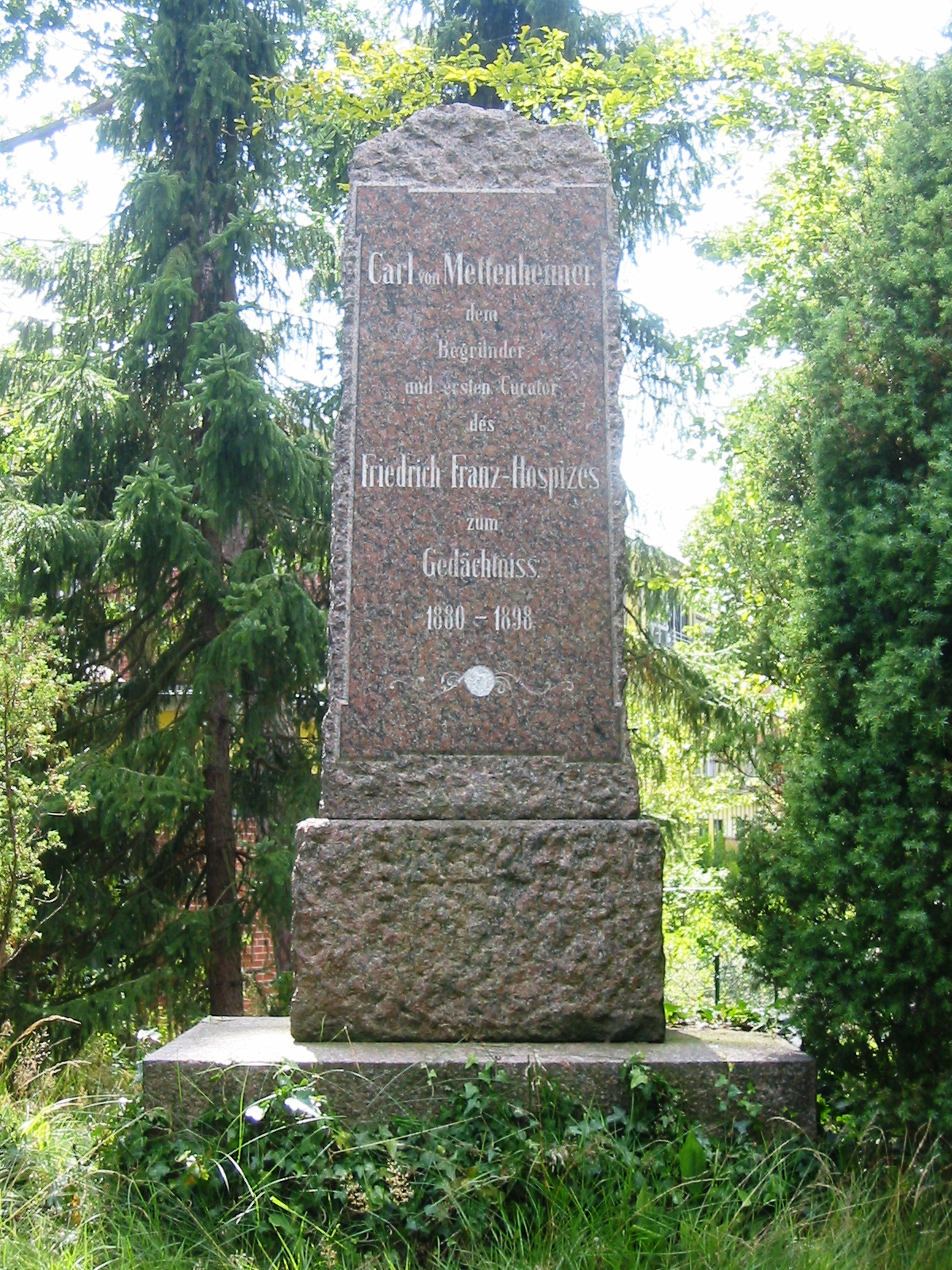
Gedenkstein für von Mettenheimer in Graal-Müritz

Carl Friedrich Christian von Mettenheimer (* 19. Dezember 1824 in Frankfurt am Main; † 19. Dezember 1898 in Schwerin) war ein deutscher Mediziner, Naturwissenschaftler und Komponist. Er eröffnete 1884 das erste Kinderkrankenhaus an der Ostsee.

## Jugend und Ausbildung
Von Mettenheimer wurde am 19. Dezember 1824 als ältester von insgesamt sechs Söhnen geboren. Seine Eltern waren der Kaufmann Theodor Mettenheimer und dessen Frau Elisabeth, geborene Rasor. Sie entstammten alten Familien der freien Reichsstädte Worms und Frankfurt. Er besuchte die Musterschule, später das Städtische Gymnasium in Frankfurt, um vom 1. Mai 1843 an in Göttingen und Berlin Medizin zu studieren. Seine Promotion absolvierte er im Jahr 1847. Von 1849 an arbeitete er für zwei Jahre als Assistenzarzt am Dr. Christschen Kinderhospital in Frankfurt am Main und begab sich auf Reisen, um sein Wissen zu erweitern. Sie führen ihn unter anderem zu Professor Oppolz nach Wien, wo er an exanthematischem Fieber erkrankte sowie nach Wien, wo er Haut- und Augenkrankheiten bei Hebra und Rosas studierte. Weiterhin studierte er Wasserheilkunde bei Christian Scharfenberg an der Anstalt zu Michelstadt im Odenwald. Nach einem Aufenthalt in Gießen zum Studium der Pharmakognosie ging er als Volontär in die Psychiatrische Klinik von Dr. Jacobi in Siegburg. Danach zog es ihn zur Augenklinik von Sichel und Desmarres in Paris. 1850 legte er in Heidelberg seine Prüfung in Geburtshilfe ab, sechs Jahre später ein Examen in operativer Chirurgie.

## Praktischer Arzt in Frankfurt
1849 ließ er sich als praktischer Arzt in Frankfurt nieder und trat bald darauf in die Senckenberg Gesellschaft für Naturforschung ein, für die er öffentliche Vorlesungen über Anatomie, Histologie und die Naturgeschichte der Wirbellosen hielt. Zu seinen Patienten gehörte unter anderen Arthur Schopenhauer. 1857 gründete er den Mikroskopischen Verein und eine pharmakologische Sektion der Ärztlichen Vereinigung. Im selben Jahr wurde er im Frankfurter Versorgungshaus angestellt. Die Erfahrungen, die er in dieser städtischen Einrichtung für Alte und Gebrechliche sammelte, flossen in sein 1863 erschienenes Buch über Greisenkrankheiten ein.

## Leibarzt von Friedrich Franz II.

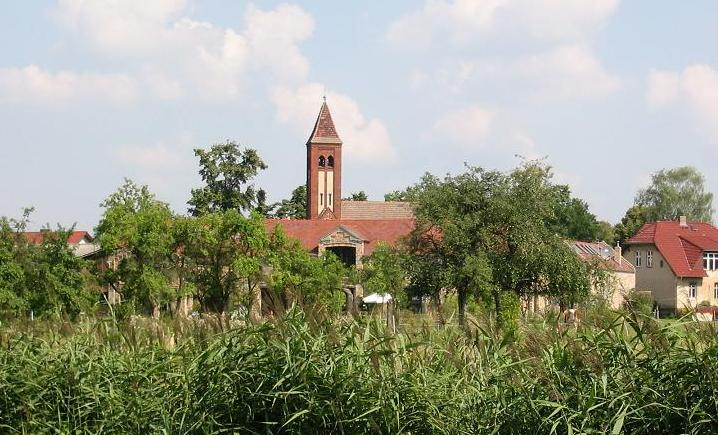
Ansicht Gröben bei Berlin

Am 1. Oktober 1861 wurde er zum Leibarzt des mecklenburgischen Großherzogs Friedrich Franz II. nach Schwerin berufen. Hierüber ist aus seinen Tagebüchern überliefert:

„Ich sage es mit Stolz, dass ich eine kleinere Einnahme, die Möglichkeit lässt, mich menschlich und wissenschaftlich weiter zu bilden, einer größeren vorziehe, die mir diese Möglichkeit abschneidet“

Von Mettenheimer plante, allmählich in seine neue Tätigkeit als Leibarzt einzusteigen. Doch ein Jagdunfall des Großherzogs an seinem ersten Arbeitstag forderte ihn unmittelbar heraus. Ebenso musste er sich um den Gesundheitszustand der Großherzogin Auguste kümmern. In den folgenden Jahren zeigte er eine tiefe Bewunderung für den Großherzog, gleichwohl er mehrfach Abschiedsgesuche stellte; überliefert sind Schriften aus den Jahren 1868, 1872/1873 und 1876. Der Grund: Von Mettenheimer fremdelte mit dem höfischen Leben in der Residenzstadt in Schwerin, das so ganz anders war als das ihm bekannte Leben im aufgeklärten Frankfurter Bürgertum. Gleichzeitig genoss er die Reisen, die ihn gemeinsam mit dem Großherzog nach Böhmen, Frankreich, Russland und die Schweiz führten. Für sein Wirken verlieh ihm der Großherzog am 27. Mai 1895 den Adelstitel. Hierzu heißt es im Adelsbrief: „Unseren Leibarzt, Geheimen Medizinalrath Dr. Mettenheimer zum öffentlichen Merkmale unserer gewürdigsten Anerkennung der von ihm bethätigten treuen Anhänglichkeit an uns nicht unbeachtet gelassenen ehrenwerthen Gesinnung, durch die er sich stets ausgezeichnet hat, … für alle künftigen Zeiten in den Mecklenburgischen Adelsstand zu erheben“.

## Familie
1953 heiratete Mettenheimer seine Amalie Freiin Kolbe von Schreeb (1829–1903). Sie war die Tochter der Amalie Frankenberg und des kgl. preuß. Regierungsrates Eberhard Freiherr Kolbe von Schreeb. Die Hochzeit fand statt in Gröben, südlich von Berlin, einem alten von Theodor Fontane beschriebenen Gutsort. Gut Gröben war damals in der Hand der Johanna von Scharnhorst, geb. von Schlabrendorff (1803–1867), Schwiegertochter des Generals Gerhard von Scharnhorst. Die Mettenheimer Kinder führten ab 1914 mit Genehmigung aus Mecklenburg-Schwerin anstatt von Mettenheimer die Namensführung von Mettenheim. Amalie und Carl hatten fünf Kinder. Die drei Töchter waren Amalie (* 1854), Johanna (* 1856) und Emilie (* 1859), kurzzeitig verheiratet mit Karl Graf Bernstorff. Die zwei Söhne waren der Beamte, Jurist und Reserveoffizier Friedrich von Mettenheim und der Kinderarzt und Ober-Stabsarzt der Marine-Reserve a. D. Heinrich von Mettenheim. Von den Urenkelkindern wurde der Diplomat Andreas von Mettenheim bekannt.

## Wirken in Schwerin
In Schwerin bestand seit 1866 das erste Kinderhospital der Stadt, das ab 1882 Anna-Hospital in Erinnerung an die verstorbene Herzogin Anna hieß. Es wurde vom Sanitätsrat Dr. Bouchholz, der Gründerin Ida Masius und dem Pastor Walther betreut. Als Bouchholz sein Amt niederlegte, wurde von Mettenheimer 1876 als sein Nachfolger benannt. In dieser Funktion kam ihm seine Erfahrung aus der Arbeit in Frankfurt zugute. Bereits ein Jahr nach der Aufnahme seiner Tätigkeit regte er Wege an, wie das Vermögen des Hospitals gesteigert werden könnte. Dazu schlug er beispielsweise vor, dass bei einem Todesfall in einer wohlhabenden Familie ein Teil des Vermögens dem Hospital zugeschlagen werden solle. Denkbar war aus seiner Sicht auch, die übrigen Mieter des Gebäudes beim Abschluss eines Mietvertrages zu einer Geldspende zu bewegen.
Sein Hauptziel bestand jedoch darin, ein neues, größeres Gebäude zu errichten, um mehr Kinder behandeln zu können. Dieses Ziel konnte er jedoch erst sechs Jahre später im Juni 1883 erreichen: Ein Neubau, ausgeführt vom Hofbaurat Georg Daniel für insgesamt 74.020,54 Mark. In der Folgezeit arbeitete von Mettenheimer insgesamt 22 Jahre für das Hospital. Es gelang ihm, zahlreiche Spenden aus der Familie des Großherzogs einzuwerben, um so beispielsweise einen Chamberland-Pasteurschen-Filtrierapparat zu erwerben, mit dem er bakterienfreies Wasser für Operationen gewinnen konnte.
Neben seiner Arbeit als Arzt im Hospital kümmerte sich von Mettenheimer um die Betreuung von Kleinkindern. Am 8. Oktober 1844 war in Paris die erste Kleinkinderkrippe gegründet worden. Von Mettenheimer bemühte sich bereits seit 1852 in Frankfurt vergeblich um eine vergleichbare Einrichtung, konnte in Schwerin aber erst am 5. April 1875 mit Unterstützung der Großherzogin Marie eine eigene Krippe eröffnen. Fünf Monate später wurden dort bereits 16 Kinder betreut. Die Mittel für die Einrichtung versuchte er durch öffentliche Briefe aufzubringen.

## Wirken in Graal-Müritz

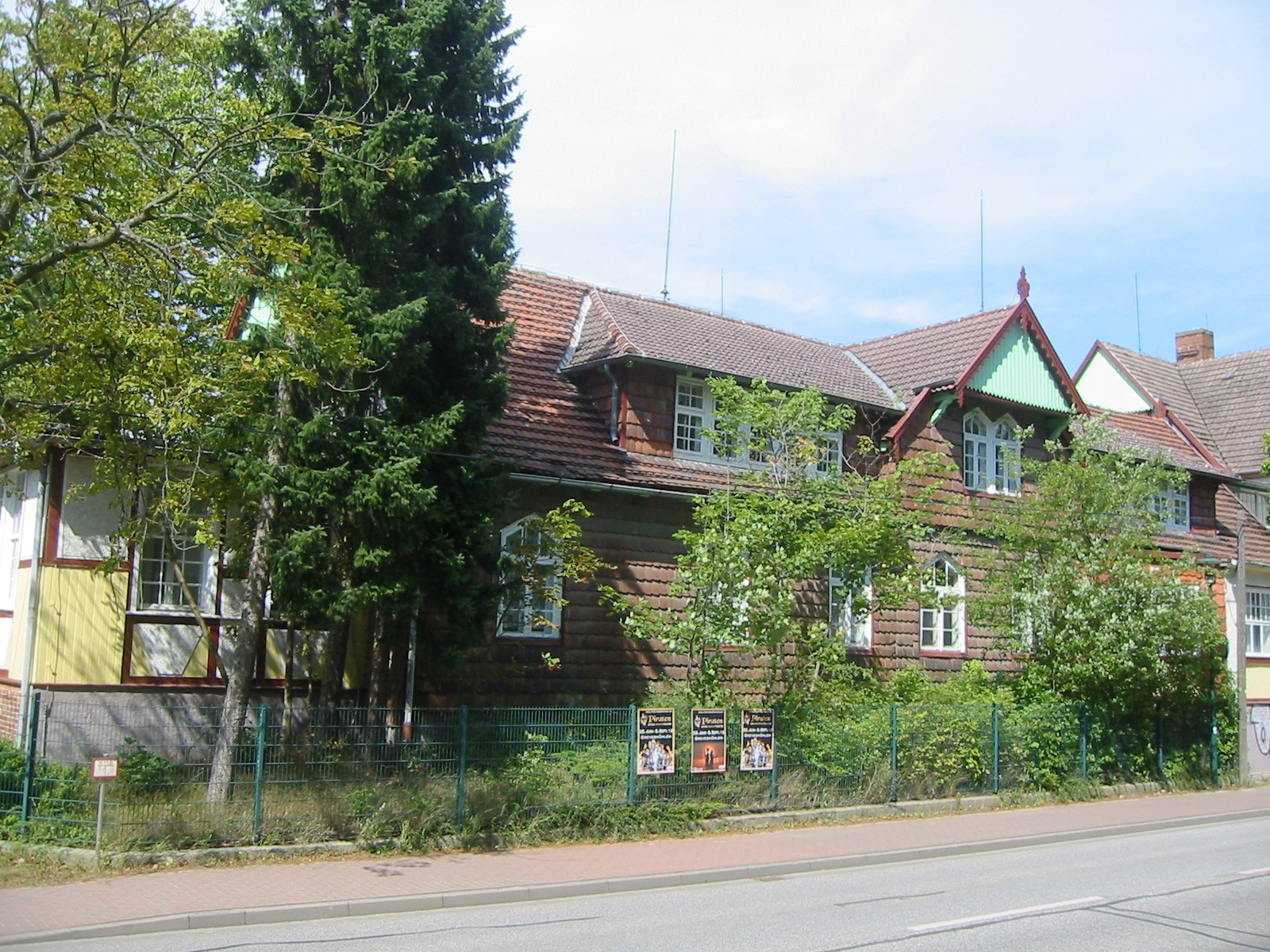
Denkmalgeschützter Bereich der heutigen Klinik in Graal-Müritz

Bei gemeinsamen Reisen mit dem Großherzog erfuhr von Mettenheimer in Sankt Petersburg von den heilklimatischen Wirkungen der Ostsee. Die Großfürstin Katharina Michailowna Romanowa hatte dort bereits 1870 eine Heilstätte für kranke Kinder gegründet. 1880 wählte von Mettenheimer die  Gemeinde Müritz (seit 1938 die heutige Gemeinde Graal-Müritz) für einen eigenen Versuch aus.
Er war davon überzeugt, dass nicht nur die Nordsee, sondern auch die Ostsee einen günstigen Einfluss auf Atemwegserkrankungen hat. Der Ort schien ihm besonders geeignet, da der große Wald (die Rostocker Heide) „den willkommenen Schutz gegen den Landwind und gegen zu starke, zu derb anfassende Seewinde, was für Personen, die zu Erkältungen geneigt sind und reizbare Brustorgane haben, für Schwächlinge und Augenkranke besonders angenehm und wohltätig ist“. Er brachte acht an Schwindsucht leidende Kinder am 1. Juli 1880 in das erste entstandene Hotel der Gemeinde, das Haus Anastasia.  Dort mietete er auf eigene Kosten vier Hotelzimmer an.
Er stellte fest, dass das Seeklima die erhoffte positive Wirkung auf die Genesung der Kinder hatte. Am 15. Juni 1884 errichtete von Mettenheimer daher mit finanzieller Unterstützung des Großherzogs eine Heilstätte, das Friedrich-Franz-Hospiz, welche zunächst auf Grund einer fehlenden Heizung nur in den Sommermonaten genutzt werden konnte. Er legte damit den Grundstein für das Kinderkurwesen an der Ostsee. Neben dem Warmbad (das heutige Heimatmuseum) war es damals das einzige Gebäude, in dem Wasser aus der Ostsee gepumpt und erwärmt wurde, damit die Gäste darin baden konnten. Neun Jahre später befanden sich auf dem Grundstück zwei Wohnhäuser mit 60 bis 80 Betten für Jungen und Mädchen.

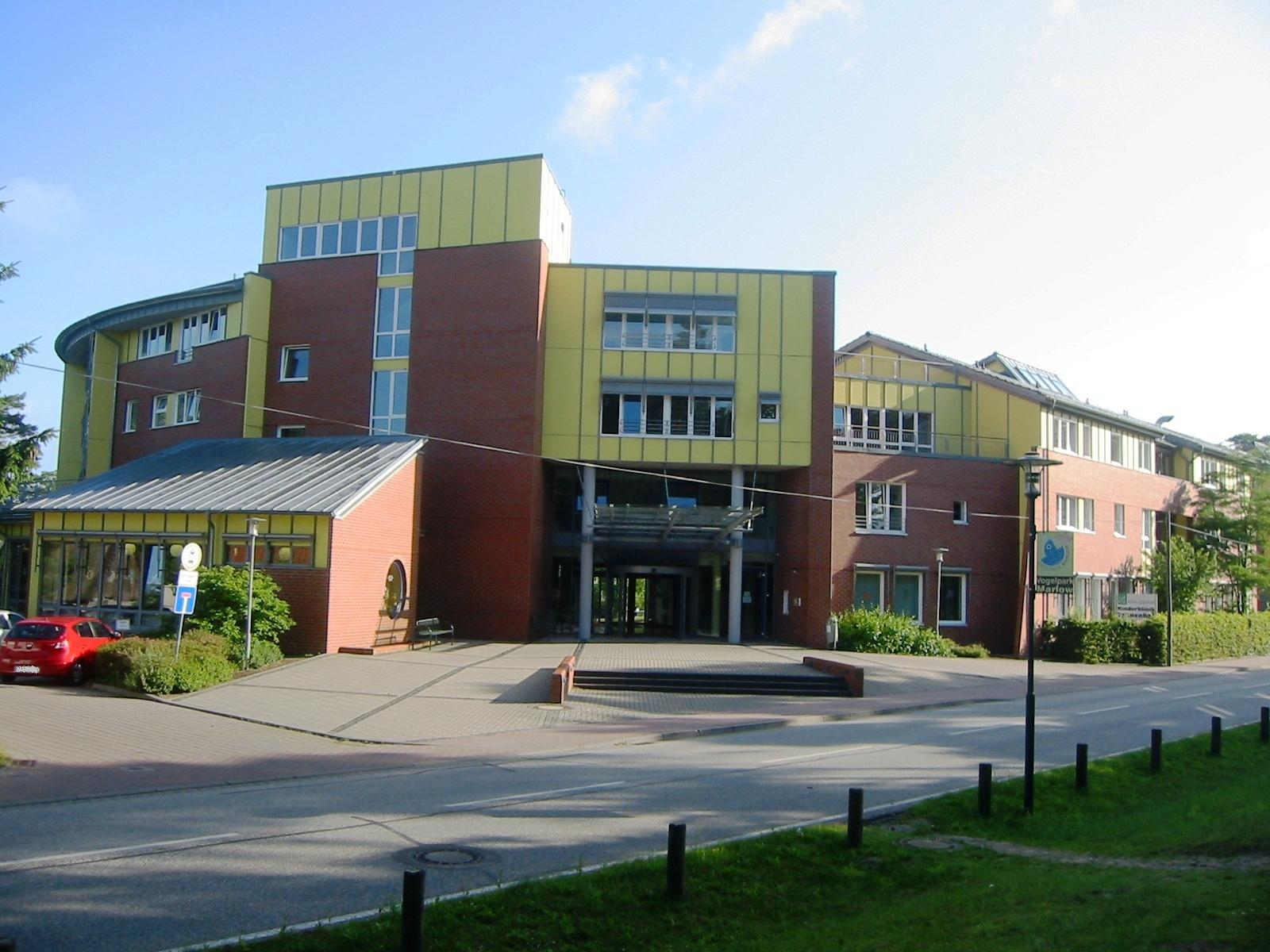
Heutiges Kindersanatorium Tannenhof in Graal-Müritz

Das Gelände wird seit 1935 weiterhin als Kindersanatorium Tannenhof genutzt.

## Von Mettenheimer als Komponist
Von Mettenheimer wuchs in einem musikalischen Elternhaus auf. Seine Mutter war eine Schülerin von Aloys Schmitt. Er spielte Klavier und war Mitglied im Chor des Cäcilienvereins zur Zeit von Franz Messer, der wiederum Schüler des Gründers Johann Nepomuk Schelble war. 1844 lernte er Felix Mendelssohn Bartholdy kennen und nahm 1860 Unterricht beim Leiter des Schweriner Schlosschors Otto Kade. Von Mettenheimer schuf im Laufe seines Lebens etwa 150 eigene Kompositionen. Dabei wurde auch seine Anerkennung für den Großherzog deutlich, zu dessen Ehren er am 28. Februar 1885 im Neustädtischen Palais eine eigens komponierte Kantate aufführen ließ. Seine Werke „Das Familienfest“ oder die Kantate „Der Kelch des Leidens“ wurden beispielsweise am Hof in Schwerin aufgeführt.

## Ehrungen
In Graal-Müritz befindet sich auf dem Gelände des von ihm gegründeten Kindersanatoriums seit dem 19. Juli 1899 ein Gedenkstein für Mettenheimer. Außerdem hat die Gemeinde zu seinem Gedenken einen Weg nach ihm benannt, den Doktor-Mettenheimer-Weg.
Schwerin ehrte seinen Arzt durch eine Sonderausstellung, die vom 11. November 1993 bis 13. März 1994 im Staatlichen Museum von Schwerin stattfand. Auslöser war eine Recherche seiner in Frankfurt lebenden Enkelin, die nach der Wende nach Schwerin kam, um nach Spuren ihres Großvaters zu suchen. Dabei wurde auch bekannt, dass Mettenheimer eine Zeit lang in der Anschrift Großer Moor 38 wohnte – bis 2005 der Sitz des Historischen Museums.
1893 wurde Mettenheimer zum Mitglied der Leopoldina gewählt. Die Stadt- und Universitätsbibliothek Frankfurt ehrte ihn 1985 mit einer Sonderausstellung. Sein Nachlass befindet sich im Institut für Stadtgeschichte, sein Grab auf dem Frankfurter Hauptfriedhof.
Mettenheimer war Träger zahlreicher Orden und Auszeichnungen:
- Hausorden der Wendischen Krone, Komturkreuz[11]
- Großherzogliche Verdienstmedaille in Gold
- Franz-Joseph-Orden, Komturkreuz
- Roter Adlerorden, 2. Klasse
- Sankt-Stanislaus-Orden, Ritter II. Klasse
- Erlöser-Orden, Kommandeur
- Mecidiye-Orden, 3. Klasse

## Veröffentlichungen (Auswahl)
- Ueber den Bau und das Leben einiger wirbellosen Thiere aus den deutschen Meeren. In: Abhandlungen. Hrsg. Senckenbergische Naturforschenden Gesellschaft. Band I, 1854, S. 1–18 + Taf. I, Fig. 1–19 (biodiversitylibrary.org Digitalisat).
- Beschreibung eines Cystosarcoma phyllodes Mammae. In:  Müller’s Archiv. 1850, S. 207. Taf. IV, 1 3
- Ueber die Salzsäure, als Mittel, die Verunreinigung des Blutes mit kohlensaurem Ammoniak zu entdecken. In: Archiv für gemeinsch Arbeiten. Band I. Heft 4, S. 605.
- Ueber einige Wirkungen des Atropin.suf. Memorabilien. VI. 28. Dec. 1862.
- Beschreibung der friesischen Jnsel Amrum. In: Jahrbuch der geographischen Gesellschaft in Berlin. 1845.
- Ueber den Entenfang auf den nordfriesischen Inseln. Vortrag in d. Senckenberg. naturwissensch. Gesellschaft. 2. April 1851. Ged. im Ausland. No. 51, S. 1223. 1853.
- Guyétant, nouvelles considération sur la longévité humaine. In: Schmidt’s Jahrbuch. Band 124. No. 10, S. 138.

## Kompositionen (Auswahl)
- Quartett für zwei Violinen, Viola und Violoncell. Seinem Torstrick freundlichst zugeeignet. (Allegro viv. c. moll, Capricio (Presto) f moll, Larghetto f moll, Finale: Introduction Andante agitato, b moll, Allegro molto c moll) Partitur 1844/45.
- Stück für Clavier (2 händig) h moll Göttingen, 5. April 1844.
- O weine nicht mein Herze, für Singstimme u. Clavier, es dur, Prag, Januar 1848.
- Erhör´, o Gott, mein ängstlich´ Flehn, für Singstimme und Clavier, Frankfurt am Main, Juni 1850.
- Rheinweinlied (Herwegh), für Männerquartett, c dur, Dezember 1853.

## Genealogie
- Friedrich von Mettenheimer: Geschichte der Familie Mettenheimer. Altenburg 1897., 2. Auflage 1917, 3. Auflage 1921.
- Gothaisches Genealogisches Taschenbuch der Briefadeligen Häuser. 1917. Jg. 11, Justus Perthes, Gotha 1916, S. 586 f.
- Gothaisches Genealogisches Taschenbuch der Adeligen Häuser. Zugleich Adelsmatrikel der D.A.G. Teil B (Briefadel). 1940. Jg. 32, Gotha 1939, S. 407 f. Siehe: FamilySearch (Kostenfrei).
- Walter von Hueck, Erik Amburger, Friedrich Wilhelm Euler, Johann Georg von Rappard, Detlev Schwennicke, u. a. : Genealogisches Handbuch der Adeligen Häuser. B (Briefadel). 1986. Band XVII, Band 89 der Gesamtreihe GHdA, Hrsg. Deutsches Adelsarchiv, C. A. Starke, Limburg (Lahn) 1986, S. 245 ff.